# Rugby à XV aux Jeux olympiques
Pour les articles homonymes, voir Rugby aux Jeux olympiques.
Le rugby à XV est une épreuve olympique disputée à quatre reprises dans les sept premières éditions des Jeux olympiques modernes. Il fait son apparition aux Jeux olympiques d'été de 1900 à Paris. On le revoit par la suite à trois reprises en 1908, 1920 et 1924, date du retrait de ce sport du programme olympique par le CIO. Après de nombreuses tentatives pour réintégrer ce sport aux Jeux olympiques (notamment en 1936), le rugby fait son retour lors des Jeux olympiques d'été de 2016 à Rio de Janeiro dans sa version de rugby à sept.

## Historique

### Événement

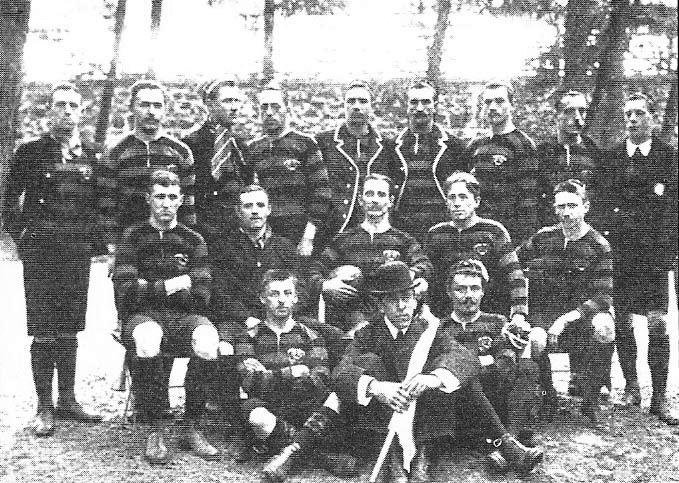
L'équipe d'Allemagne de 1900.

• = officiel, D = démonstration
| Jeux             | 1900 | 1908 | 1920 | 1924 | 1936 |
| ---------------- | ---- | ---- | ---- | ---- | ---- |
| Tournoi masculin | •    | •    | •    | •    |      |
| Tournoi féminin  |      |      |      |      |      |

### Préambule
Pierre de Coubertin introduit ce sport, lui, le fameux restaurateur des Jeux olympiques modernes. Il contribue également au développement de la pratique du rugby à XV en France, sa plus grande contribution est l'arbitrage du premier Championnat de France de rugby à XV en 1892. Le premier titre de champion de France de rugby à XV est décerné en 1892, à la suite d'un simple match entre les deux participants parisiens du Racing club de France et du Stade français sur la pelouse de Bagatelle, lors d'un match arbitré par le baron Pierre de Coubertin, remporté 4 à 3 par les Racingmen. Celui-ci crée le Comité international olympique en 1894, mais le rugby à XV n'intègre pas le programme des Jeux olympiques d'été de 1896.

### Jeux de 1900

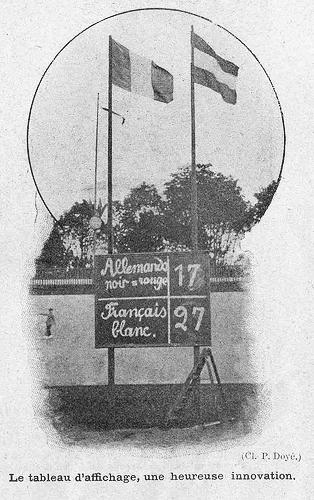
Tableau de score du match entre l'Allemagne et la France.

Pour la première fois un tournoi-exhibition de rugby à XV est organisé lors des Jeux olympiques d'été de 1900 à Paris, sur la pelouse du vélodrome de Vincennes du 14 au 28 octobre. Finalement seulement trois Comités olympiques nationaux inscrivent une délégation, la France, l'Allemagne et la Grande-Bretagne,. Tous les joueurs français sont issus du Stade français ou du Racing club de France, sauf André Rischmann du Cosmopolitan Club.
Après avoir battu les Allemands 27 à 17 dans un match à haute tension, disputé au Polygone de Vincennes sous protection policière, les Français affrontent dans le deuxième match les Britanniques devant 6 000 spectateurs (plus forte affluence pour une compétition, lors de ces IIes Jeux olympiques).
Bien qu'alors non reconnu officiellement comme sport olympique, l'épreuve donne quand même lieu à une attribution de médailles, au même titre que les autres disciplines déjà admises par l'olympisme naissant !

### Jeux de 1908
Les Jeux de la IIIe Olympiade ayant lieu au Nouveau Monde, le rugby n'est pas au programme. Les Jeux de la IVe Olympiade sont initialement prévus à Rome, mais l'éruption du Vésuve en 1906 amène le gouvernement italien à renoncer à l'organisation. Le mouvement olympique trouve une autre localisation, en l'occurrence Londres. Pour la dernière fois, les Jeux olympiques se déroulent conjointement avec une exposition.
L'Afrique du Sud et la Nouvelle-Zélande déclinent l'invitation qui leur a été faite. L'Écosse et l'Irlande en désaccord avec l'Angleterre refusent également, de même que le Pays de Galles. Enfin la France annonce ne pas pouvoir constituer une équipe performante.
Les Wallabies, ou plus exactement les Australasiens, n'ont aucune difficulté à accepter l'invitation car ils sont en tournée en Grande-Bretagne depuis le 19 septembre 1908. Avant le 26 octobre 1908, date de la rencontre, les Australiens ont affronté huit  équipes de Grande-Bretagne, comptabilisant sept victoires et une défaite.
L'Angleterre présente l'équipe championne des comtés : le comté de Cornouailles. L'équipe fut fortement déçue en arrivant à Paddington, car il avait été annoncé qu'elle serait opposée à l'équipe de France le 25 octobre. De plus, les dirigeants de l'équipe, dont le président, F.W. Thomas, n'étaient guère optimistes quant à l'issue du match car leur meilleur joueur, Barrie B. Bennetts, membre du Penzance RFC, ne pouvait jouer.
L'Australasie remporta le match, au Shepherd's Bush Stadium, dans la banlieue de Londres, devant 3 000 spectateurs, sur le score de 32 à 3.

### Jeux de 1920
Au lendemain de la Première Guerre mondiale, la Belgique organise les Jeux olympiques au pied levé et n'a pas le temps de prévoir l'hébergement des participants ailleurs que dans des écoles transformées en dortoirs.
Les joueurs américains arrivèrent sur un bateau transatlantique, le Sherman, et cette équipe put s'enorgueillir de compter dans ses rangs le sprinteur Morris Kirksey, qui termine deuxième du 100 mètres plat et remporte le titre du 4 x 100 mètres en plus de la médaille d'or en rugby, et Dink Templeton, qui participera au concours du saut en hauteur.
On fait appel aux rugbymen français pour leur faire face. Les compétitions dans l'Hexagone étaient terminées depuis deux mois et l'on convoque des joueurs militaires évoluant dans des clubs parisiens. Certains n'ont d'ailleurs jamais eu l'honneur d'évoluer en équipe nationale.
Le match se déroule le 5 septembre 1920, au Beerschot Stadium d'Anvers, devant 20 000 spectateurs, après la rencontre de football entre l'Espagne et la Hollande comptant pour le tournoi olympique. La France, dont le capitaine est un certain René Crabos, perd face aux États-Unis sur le score de 8 à 0.

### Jeux de 1924
En 1924, la France affronte les Américains en finale, au Stade de Colombes, devant 20 000 spectateurs. L'équipe des États-Unis, composée essentiellement de footballeurs américains, bat les Bleus 17 à 3, dans un match entrecoupé de bagarres. À la fin de la rencontre, Allan Henry Muhr, citoyen des États-Unis, mais international français, dit : "C'est ce qu'on peut faire de mieux sans couteaux, ni revolvers". Après cette finale violente, le rugby n'est plus invité à participer aux Jeux olympiques.

### Jeux de 1936
L'invasion du terrain à la fin du match de la finale lors des Jeux de 1924 donna une très mauvaise image du rugby. Sa carrière de sport olympique fut gravement compromise. Le manque d'équipes susceptibles de concourir, le départ du Baron Pierre de Coubertin (fervent partisan de ce sport) des institutions olympiques en 1925 et la volonté d'inclure davantage de disciplines individuelles et féminines sonnèrent le glas du rugby en tant que discipline olympique jusqu'à l'introduction du rugby à VII lors des Jeux de 2016.
Les requêtes adressées au Comité international olympique pour rétablir le rugby en tant que sport olympique aux jeux de 1928 à Amsterdam furent déboutées. Les Pays-Bas, pays hôte, furent très tôt certains de ne pouvoir briller dans ce sport et n'apportèrent aucun soutien à ces requêtes (sauf dans les milieux associatifs estudiantins néerlandais). Mais un sursaut s'est produit en 1936.
En effet, la France est exclue du Tournoi des cinq nations après la saison 1931, remporté par le Pays de Galles. Un divorce se crée d'avec les nations britanniques. La France se cherche de nouveaux partenaires de jeu et se tourne vers l'Allemagne. En effet, à cette époque, le rugby connaît un véritable essor outre-Rhin. L'idée d'une Fédération internationale de rugby amateur (FIRA) qui existe encore de nos jours germe alors. Un premier congrès préliminaire se réunit à Turin le 4 septembre 1933. La FIRA est ainsi créée en réaction à Paris le 2 janvier 1934 (parution au Bulletin officiel le 10 juin 1934). Le baptême a lieu le 24 mars 1934, à Hanovre. Les nations présentes sont : Allemagne et France, bien sûr, mais aussi : Belgique, Catalogne et Espagne, Italie, Pays-Bas (qui se montrent cette fois intéressées : le Nederlandse Rugby Bond se crée en 1932 et rejoint la FIRA), Portugal et Roumanie.
Le congrès annuel de la FIRA à Rome en 1935 approuve l'idée d'un tournoi du trophée de la FIRA en marge des prochains Jeux de Berlin afin de réintroduire progressivement le rugby aux Jeux. Le Tournoi européen de la FIRA se déroule en mai 1936 à Berlin en quelque sorte en répétition des Jeux qui se dérouleront du 1er au 16 août 1936. Il accueille des équipes venues de France, d'Allemagne (devenue le Reich), d'Italie et de Roumanie. Tout se passe dans une ambiance détendue, sans aucun débordement avec au contraire beaucoup de fair-play entre les joueurs. Il y a, semble-t-il, la volonté pour tous (FIRA et nazis), chacun avec ses raisons, de bien faire.
- 14 mai 1936 : demi-finales France-Roumanie 25 à 5 et Allemagne-Italie 19 à 8.

- 17 mai 1936 : Italie-Roumanie (play-off 3e et 4e places) 8 à 7.

- 17 mai 1936 : finale Allemagne-France, 14 à 19[3].

Classement : 1re France, 2e Allemagne, 3e Italie, 4e Roumanie.
D'autres trophées continueront d'être programmés (comme auparavant en 1935), mais ces matchs furent les derniers organisés, en marge certes des Jeux, mais dans un contexte et un esprit olympique. La presse salua l'un des meilleurs tournois internationaux de rugby.
La reprise de contact entre la France et l'Empire britannique, la rupture entre la France et les nazis, la seconde guerre mondiale, l'absence d'intérêt d'autres nations comme les États-Unis (pourtant champions olympiques en titre depuis 1924, mais plus intéressés par exemple par l'entrée aux Jeux de 1936 du baseball) firent capoter cette tentative de réintroduction.

### Rugby à sept en 2009
Le rugby à sept a été admis au programme des Jeux olympiques le 9 octobre 2009 au terme d'un vote du Comité international olympique pour faire son entrée lors des Jeux olympiques de 2016 tenus à Rio de Janeiro.

## Palmarès
| Édition | Lieu    | Or          | Argent          | Bronze                    |
| 1900    | Paris   | France      | Allemagne       | Grande-Bretagne           |
| 1908    | Londres | Australasie | Grande-Bretagne | pas de médaille attribuée |
| 1920    | Anvers  | États-Unis  | France          | pas de médaille attribuée |
| 1924    | Paris   | États-Unis  | France          | Roumanie                  |

## Tableau des médailles

### Par nation
| Rang | Pays            | Médaille d'or | Médaille d'argent | Médaille de bronze | Total |
| 1    | États-Unis      | 2             | 0                 | 0                  | 2     |
| 2    | France          | 1             | 2                 | 0                  | 3     |
| 3    | Australasie     | 1             | 0                 | 0                  | 1     |
| 4    | Grande-Bretagne | 0             | 1                 | 1                  | 2     |
| 5    | Allemagne       | 0             | 1                 | 0                  | 1     |
| 6    | Roumanie        | 0             | 0                 | 1                  | 1     |

### Par joueur
- Voir liste des médaillés olympiques en rugby à XV

| Rang | Joueur         | Nationalité             | Médailles                      | Médailles                          | Médailles                           | Années                         | Années                             | Années                              |
| Rang | Joueur         | Nationalité             | Médaille d'or, Jeux olympiques | Médaille d'argent, Jeux olympiques | Médaille de bronze, Jeux olympiques | Médaille d'or, Jeux olympiques | Médaille d'argent, Jeux olympiques | Médaille de bronze, Jeux olympiques |
| ---- | -------------- | ----------------------- | ------------------------------ | ---------------------------------- | ----------------------------------- | ------------------------------ | ---------------------------------- | ----------------------------------- |
| 1    | Daniel Carroll | Australasie/ États-Unis | 2                              | 0                                  | 0                                   | 1908, 1920                     | -                                  | -                                   |
| 1    | Charlie Doe    | États-Unis              | 2                              | 0                                  | 0                                   | 1920, 1924                     | -                                  | -                                   |
| 1    | Lou Hunter     | États-Unis              | 2                              | 0                                  | 0                                   | 1920, 1924                     | -                                  | -                                   |
| 1    | Charles Mehan  | États-Unis              | 2                              | 0                                  | 0                                   | 1920, 1924                     | -                                  | -                                   |
| 1    | John Muldoon   | États-Unis              | 2                              | 0                                  | 0                                   | 1920, 1924                     | -                                  | -                                   |
| 1    | John O'Neil    | États-Unis              | 2                              | 0                                  | 0                                   | 1920, 1924                     | -                                  | -                                   |
| 1    | Jack Patrick   | États-Unis              | 2                              | 0                                  | 0                                   | 1920, 1924                     | -                                  | -                                   |
| 1    | Rudy Scholz    | États-Unis              | 2                              | 0                                  | 0                                   | 1920, 1924                     | -                                  | -                                   |
| 1    | Charles Tilden | États-Unis              | 2                              | 0                                  | 0                                   | 1920, 1924                     | -                                  | -                                   |
| 1    | Colby Slater   | États-Unis              | 2                              | 0                                  | 0                                   | 1920, 1924                     | -                                  | -                                   |